# Eretmotus kabyliae
Eretmotus kabyliae är en skalbaggsart som beskrevs av Lewis 1892. Eretmotus kabyliae ingår i släktet Eretmotus och familjen stumpbaggar. Inga underarter finns listade i Catalogue of Life.